# Gnumeric
A Gnumeric egy nyílt forráskódú táblázatkezelő program, amely először a GNOME Office-ban bukkant fel. A Gnumericet a Microsoft Excel alternatívájaként készítette Miguel de Icaza. Jelenleg a projektet Jody Goldberg vezeti.
A Gnumeric a következő formátumokat támogatja: Applix, CSV, Data Interchange Format, Microsoft Excel 5.0-XP *.xls (bináris), illetve Microsoft Excel 2007 *.xlsx (xml alapú), HTML, LaTeX, Lotus 1-2-3, MultiPlan, GNU Oleo, OpenDocument, OpenOffice.org 1.x, Plan perfect, Quattro Pro, SpreadsheetML, Xspread és Xbase. A Gnumeric saját formátuma XML-alapú.
Más táblázatkezelőkkel ellentétben itt lehetőség van arra, hogy táblázatunkat 256 oszlopnál és 65 536 sornál tágabbra vegyük. Ehhez a /src/gnumeric.h fájlban a 
1. define SHEET_MAX_ROWS()
2. define SHEET_MAX_COLS()

változók kívánt értékeit kell beállítani, majd lefordítani és telepíteni a programot.

## Verziók
- A Gnumeric 1.0.x verziója a GTK+1-t használta. Az 1.0-s verzió 2001. december 31-n jelent meg.
- Az 1.1-es verzió már a GTK+2-t használta.
- Az 1.4-es változat volt az első Windows-kompatibilis Gnumeric.
- Az 1.7 már támogatja az MS XML formátumot